# Zach Copeland
Zachary Rayan Copeland (Oakland, California; 21 de junio de 1997) es un jugador de baloncesto estadounidense que actualmente forma parte de la plantilla del Scaligera Verona de la Serie A2 italiana. Su posición es base y escolta.

## Trayectoria
Nacido en Oakland, California, Copeland comenzó su carrera en Berkeley High School en California, hasta 2015, fecha en la que ingresó en el City College de San Francisco donde jugó durante dos temporadas. En 2017, ingresa en la Universidad Estatal de Illinois, situada en Normal, Illinois, donde jugaría durante dos temporadas la NCAA con los Illinois State Redbirds, desde 2018 a 2020.
En la temporada 2020-21, firma por los Bristol Flyers de la British Basketball League, con los que disputa 6 partidos.
En la temporada 2021-22, firma por el Kryvbasbasket-Lux Kryvyi Rih de la Superliga de Baloncesto de Ucrania, pero acabaría la temporada en Finlandia en las filas del Nilan Bisons Loimaa de la Korisliiga, donde promedió más de 18 puntos con un 40% desde el tiro de tres, además de 4 rebotes y 3 asistencias.
El 19 de octubre de 2022, firma por el Pistoia Basket 2000 de la Lega Basket Serie A.
El 19 de julio de 2023, firma por el Brose Bamberg de la Basketball Bundesliga.
El 22 de mayo de 2024 vuelve a un equipo italiano, siendo anunciado su fichaje por el Napoli Basket. Disputó 11 partidos, en los que promedió 10,5 puntos, 3,2 rebotes y 3,3 asistencias. El 20 de diciembre firmó con el Scaligera Verona de la Serie A2.